# Индустриальное шоссе (Ишимбай)
Индустриа́льное шоссе́ — центральный автомобильный въезд в город Ишимбай, единственный в микрорайоны Старый Ишимбай и Железнодорожный с железнодорожной станцией Ишимбаево.
Нумерация зданий начинается от моста через реку Белую.
Почтовый индекс: 453203.

## Промышленность
На Индустриальном шоссе расположены АО «Машиностроительная компания „Витязь“», ООО «Ишимбайский станкоремонтный завод». Шоссе пересекает железнодорожная ветка Ишимбаево — Аллагуват, которая заканчивается на территории склада отдела материально-технического обеспечения и комплектации оборудования НГДУ «Ишимбайнефть» ООО «Башнефть-Добыча».
Индустриальное шоссе также является соединяется с Левобережной промышленной зоной — является въездом на улицы Набережную и Левый Берег, на которых расположены другие крупные предприятия города: ООО «Ишимбайская нефтебаза „Агидель“» (Ишимбайский нефтеперерабатывающий завод), ООО «Ишимбайский специализированный химический завод катализаторов», лесной рынок. 